# علاج للعافية (فلم)
علاج للعافية (بالإنجليزية: A Cure for Wellness) هو فيلم رعب نفسي تم إنتاجه عام 2016 من إخراج جور فيربينسكي وكتبه جاستن هايث، استنادًا إلى قصة شارك في كتابتها هايث و فيربينسكي وكلاهما مستوحى من رواية توماس مان لعام 1924 الجبل السحري والفيلم من بطولة دان ديهان وجايسون إسحاق وميا جوث، تروي قصة الفيلم مسؤول تنفيذي شاب تم إرساله لاستعادة زميله من مركز إعادة تأهيل غامض في جبال الألب السويسرية.

## وصلات خارجية
- الموقع الرسمي
- علاج للعافية  في قاعدة بيانات الأفلام على الإنترنت (بالإنجليزية)
- A Cure for Wellness في روتن توميتوز.